# Ava (Illinois)
Ava – miasto w Stanach Zjednoczonych, w stanie Illinois, w hrabstwie Jackson.